# North American Aviation

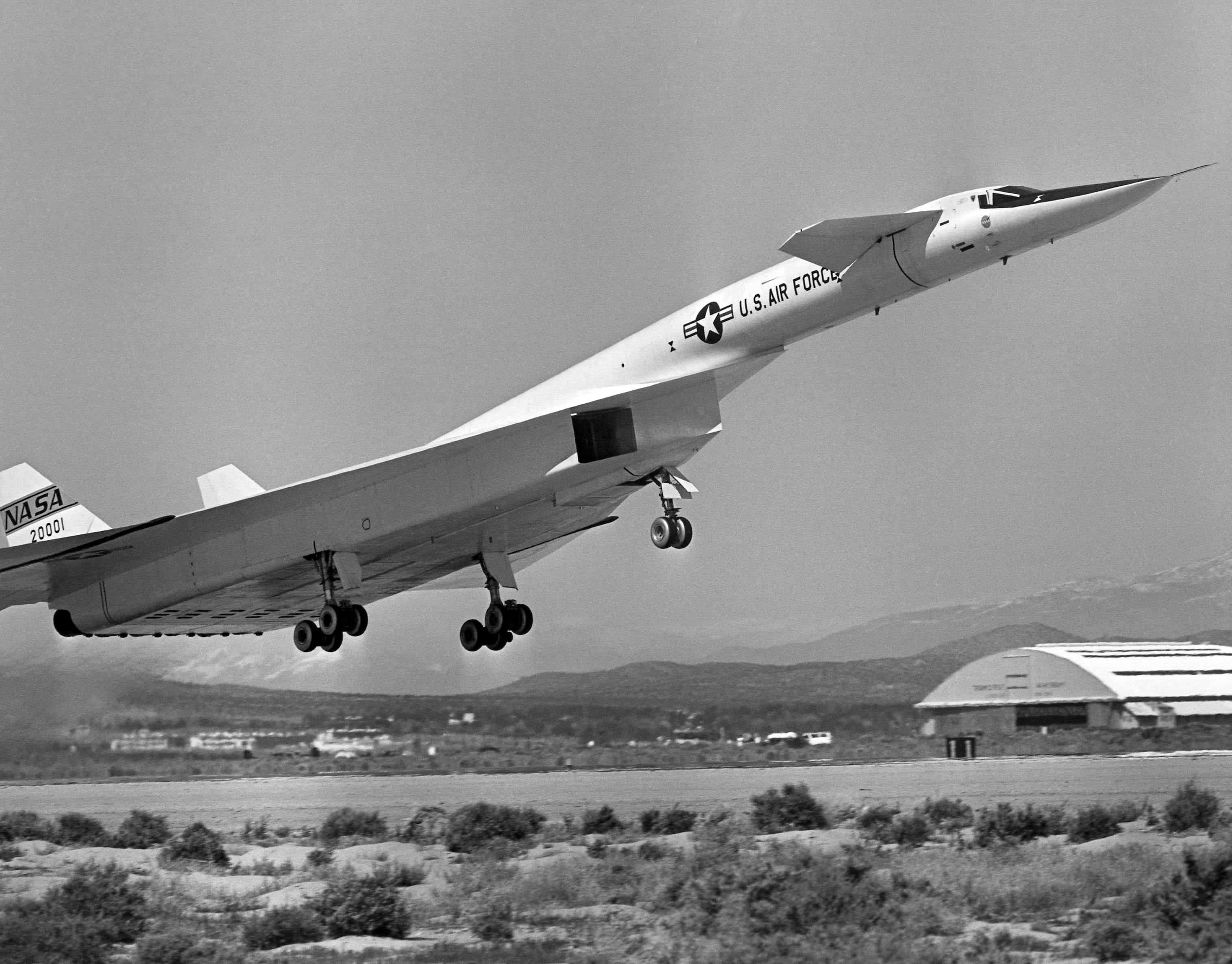
North American Aviation XB-70 Valkyrie

North American Aviation a fost o companie constructoare aeronautică importantă din Statele Unite. Printre altele a conceput și produs avioanele P-51 Mustang, B-25 Mitchell, F-86 Sabre, X-15, precum și Apollo Command and Service Module, a doua treaptă a rachetei Saturn V, Space Shuttle și versiunea inițială (A) a bombardierului B-1 Lancer. A fost preluată de compania Boeing.

## Avioane
- P-51 Mustang
- P-82 Twin Mustang
- B-25 Mitchell
- F-86 Sabre
- F-100 Super Sabre
- YF-107
- T-6 Texan
- L-17 Navion
- T-28 Trojan
- T-2 Buckeye
- XB-21
- O-47
- BT-9
- A-36 Apache
- XB-28 Dragon
- AJ Savage
- P-64
- T-39 Sabreliner
- B-45 Tornado
- FJ Fury
- YF-93A
- X-10
- A-5 Vigilante
- XF-108 Rapier
- OV-10 Bronco
- X-15
- XB-70 Valkyrie
- B-1A Lancer

1. ↑   (PDF), p. 51 http://web.archive.org/web/20210309175119/https://www.boeing.com/resources/boeingdotcom/history/pdf/Boeing_Chronology.pdf, arhivat din original (PDF) la |archive-url= necesită |archive-date= (ajutor) Lipsește sau este vid: |title= (ajutor)